# راکت‌پلین
راکت‌پلین (انگلیسی: Rocketplane) شرکت هوافضای آمریکایی است، که در سال ۲۰۰۱ تأسیس شد.